# Fuente el Olmo de Fuentidueña
Fuente el Olmo de Fuentidueña – gmina w Hiszpanii, w prowincji Segowia, w Kastylii i León, o powierzchni 31,18 km². W 2011 roku gmina liczyła 200 mieszkańców.